# 大怪獸龍加利
《大怪獸龍加利》（韓語：대괴수 용가리，香港譯名：神童伏獸記）為1967年韓國怪獸電影，於1967年8月12日上映，片長100分鐘，由金基悳執導，極東電影公司出品、製作及發行，吳英一、南貞妊、李純才主演，由於當時韓國沒有拍攝怪獸電影的相關經驗和技術，電影公司從日本請來特殊技術人員為電影場景製作模型及特別效果，此外本片是導演金基悳的代表作。本片在韓國上映後共有11萬入場人次。
另外60年代韓國當時的電影人普遍沒有任何電影保育意識，上映後原版拷貝曾一度遺失。直到2000年代，韓國電影資料館才找回《大怪獸龍加利》的原版拷貝，但拷貝嚴重損壞，大量鏡頭遺失，現今在韓國只剩下僅48分鐘的拷貝保存。

## 劇情
擁有強大破壞力的怪獸龍加利突然出現在仁王山上肆意破壞文化設施，令漢城陷入戰慄和恐懼之中。韓國軍隊、警察和科學家制定了應對措施想抓住這個只要路過就能導致大型建築物倒塌的怪獸，但無濟於事。隨後勇敢的年輕科學家一宇和他的愛人荀娥、弟弟榮及太空人光男在一場生死冒險後聯手擊敗龍加利。

## 演員
| 角色名稱 | 演員      | 備註                   |
| -------- | --------- | ---------------------- |
| 高一宇   | 吳英一    | 年輕科學家             |
| 俞荀娥   | 南貞妊    | 高一宇的愛人           |
| 俞光男   | 李純才    | 荀娥的哥哥，太空人     |
| 俞 榮    | 李光鎬    | 荀娥的弟弟             |
| 俞博士   | 金東園    | 光男的父親，動物學家   |
| 金站長   | 鄭 珉     | 由里的父親，航天港站長 |
| 金由里   | 江 紋     | 光男的妻子             |
| 吳女士   | 朱曾女    |                        |
| 李女士   | 金信哉    |                        |
|          | Twist Kim |                        |

## 外部連結
- 互联网电影数据库（IMDb）上《大怪獸龍加利》的资料（英文）
- 韩国电影数据库（KMDb）上《大怪獸龍加利》的資料
- Yongary Monster From the Deep : Free Download & Streaming : Internet Archive